# Elecciones estatales de Tamaulipas de 1971
Las Elecciones estatales de Tamaulipas de 1971 se llevaron a cabo el domingo 5 de diciembre de 1971 y en ellas se renovaron los siguientes cargos de elección popular en el estado mexicano de Tamaulipas:
- 43 ayuntamientos. Compuestos por un presidente municipal y regidores, electos para un período inmediato de 3 años no reelegibles de manera consecutiva.
- 11 diputados al Congreso del Estado. Electos por mayoría relativa de cada uno de los distritos electorales.

## Resultados electorales

### Ayuntamientos
| Partido | Partido                              | Municipios |
| ------- | ------------------------------------ | ---------- |
|         | Partido Revolucionario Institucional | 42         |
|         | Partido Popular Socialista           | 1          |

| Municipio          | Partido | Alcalde (1972-1974)         |
| ------------------ | ------- | --------------------------- |
| Abasolo            |         | Alejandro Cabrera Porras    |
| Aldama             |         | Leopoldo Montalvo Alemán    |
| Altamira           |         | Reynaldo Castillo Portes    |
| Antiguo Morelos    |         | Pedro C. López              |
| Burgos             |         | Vicente Ramos Ramos         |
| Bustamante         |         | Dionicio Rocha Cedillo      |
| Camargo            |         | Ramón González Sotelo       |
| Casas              |         | Refugio Crespo              |
| Ciudad Madero      |         | Julio Dolores Martínez      |
| Cruillas           |         | Desconocido                 |
| Gómez Farías       |         | Carlos Carnichart Miranda   |
| González           |         | Guadalupe Torres Valdez     |
| Güémez             |         | Serapio González            |
| Guerrero           |         | Roberto González Gutiérrez  |
| Gustavo Díaz Ordaz |         | Ramiro Ibarra Guzmán        |
| Hidalgo            |         | Guadalupe Maldonado Cavazos |
| Jaumave            |         | Juan Cedillo Contreras      |
| Jiménez            |         | Arnoldo Saldívar Silva      |
| Llera              |         | Carlos Flores Sánchez       |
| Mainero            |         | Lázaro Barrera Sánchez      |
| Mante              |         | Onésimo García Osorio       |
| Matamoros          |         | Sergio Martínez Calderoni   |
| Méndez             |         | Ezequiel Barrego Garza      |
| Mier               |         | Roel Ramírez Ayala          |
| Miguel Alemán      |         | Gustavo Guerra Barrera      |
| Miquihuana         |         | Francisco Euresty Reyes     |
| Nuevo Laredo       |         | Abdon Rodríguez Sánchez     |
| Nuevo Morelos      |         | Enrique Huerta Ortíz        |
| Ocampo             |         | Silvestre Avalos Guerrero   |
| Padilla            |         | Dolores Rodríguez de Nava   |
| Palmillas          |         | Esteban Charles Montalvo    |
| Reynosa            |         | Manuel Garza González       |
| Río Bravo          |         | Jaime Sánchez Bravo         |
| San Carlos         |         | José Flores Pérez           |
| San Fernando       |         | Ruperto Dávila Rodríguez    |
| San Nicolás        |         | Elio Reséndiz               |
| Soto la Marina     |         | Carlos Dragustinovis        |
| Tampico            |         | Fernando San Pedro Salem    |
| Tula               |         | Desconocido                 |
| Valle Hermoso      |         | Roberto Hernández Mascoro   |
| Victoria           |         | Roberto Perales Meléndez    |
| Villagrán          |         | Andrés Vargas Míreles       |
| Xicoténcatl        |         | Ramón Galindo R.            |

### Congreso del Estado de Tamaulipas
|  | 95.44 % |

|  | 4.41 % |

|  | 0.03 % |

|  | 0.11 % |

|  | 100 % |